# جينارو سنيجيرس
جينارو سنيجيرس (بالهولندية: Genaro Snijders)‏ (29 يوليو 1989 بأمستردام في هولندا - ) هو لاعب كرة قدم هولندي في مركز الوسط. لعب مع إي زد ألكمار وفيتيسه آرنهم وفيلم تو تيلبورغ ونادي دوردريخت ونوتس كاونتي وتوب أوس والمير سيتي.

## وصلات خارجية
- جينارو سنيجيرس على موقع قاعدة بيانات كرة القدم.إي يو (الإنجليزية)
- جينارو سنيجيرس على موقع Soccerbase.com (لاعب) (الإنجليزية)